# Ali Larter
Alison Elizabeth "Ali" Larter (Cherry Hill Township, Nova Jersey, 28 de febrer de 1976) és una actriu estatunidenca que es va donar a conèixer amb les pel·lícules Varsity Blues i Final Destination però que es va fer mundialment famosa pel seu paper dual de Niki Sanders i Tracy Strauss en la sèrie de televisió Herois (2006–2010). Abans de dedicar-se a la interpretació havia estat model. Va obtenir un reconeixement més ampli per la seva representació de l'heroïna de videojoc Claire Redfield en el film de terror d'acció Resident Evil: Extinció (2007), Resident Evil: Ultratomba (2010) i Resident Evil: The Final Chapter (2016).

## Biografia
Ali Larter va néixer a Cherry Hill Township, a l'estat de Nova Jersey dels Estats Units, filla de Margaret, mestressa de casa, i Danforth Larter, executiu de transport. Va anar a l'escola Carusi Middle School i a l'institut Cherry Hill High School West. A l'edat de catorze anys va començar a treballar de model per l'agència Ford Models, feina que li va permetre viatjar per tot el món. Als disset, va residir temporalment al Japó, i el 1995 es va traslladar a Los Angeles per acompanyar el seu xicot. Allà, una amiga la va convèncer per començar a realitzar classes d'interpretació.
Larter és molt bona amiga d'Amy Smart, amb qui va treballar en la pel·lícula Varsity Blues. Posteriorment, l'actriu també ha traslladar-se a les ciutats estatunidenques de Miami i Nova York on va estudiar a Michael Howard Studios. El gener de 2007 va tornar a Los Angeles per començar a preparar la seva participació en la sèrie de televisió Herois, en la qual encara està treballant.
Actualment manté una relació de molts anys amb el també actor Hayes MacArthur, amb el qual està promès.
L'any 2002 va aparèixer en la posició 40 del rànking de les dones més sexys del món de la revista Stuff, i el 2007 en la sisena de la revista Maxim.

## Carrera
El novembre de 1996, Larter va aparèixer representada com la model falsa Allegra Coleman a la revista Esquire. L'article publicat parlava de la relació fictícia entre la model i David Schwimmer, que Quentin Tarantino havia tallat amb Mira Sorvino per citar-se amb ella, i que Woody Allen va revisar una pel·lícula perquè ella en fos l'estrella. Un cop publicat l'article, els efectes van persistir, i moltes agències d'artistes van intentar localitzar a Coleman per representar-la, ja que no sabien que era una broma.
Larter va començar la seva carrera professional d'actriu l'any 1997 quan va aparèixer en un episodi de la sèrie de televisió Suddenly Susan, protagonitzada per Brooke Shields. Seguidament també va aparèixer en altres sèries com Chicago Sons, Dawson's Creek, Chicago Hope i Just Shoot Me!.

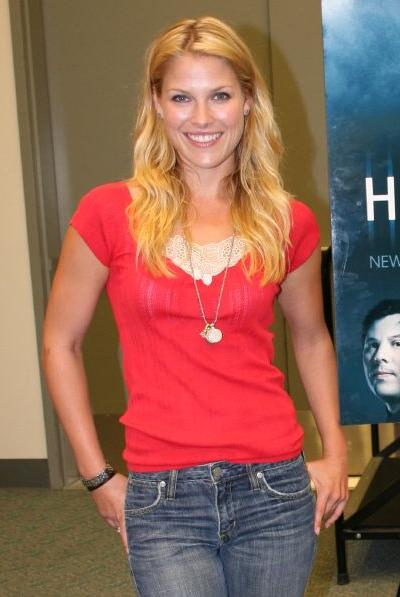
Larter promocionant Herois al Comic-Con del 2006.

El seu debut a la pantalla gran es va produir l'any 1999 gràcies a la pel·lícula House on Haunted Hill. Després va treballar en Varsity Blues i l'any 2000 va realitzar el seu primer paper important a la pel·lícula de terror juvenil Final Destination com la supervivent Clear Rivers. Seguidament va aparèixer en nombroses pel·lícules amb un paper secundari com Legally Blonde amb Reese Witherspoon, American Outlaws amb Colin Farrell o Jay and Silent Bob Strike Back de Kevin Smith. El 2003 va tornar a interpretar a Clear Rivers en la seqüela de Final Destination, Final Destination 2 i posteriorment va aparèixer en la comèdia romàntica A Lot Like Love i en la pel·lícula biogràfica Crazy, basada en la vida del guitarrista Hank Garland.
El setembre de 2006 va començar a treballar en la sèrie de ciència-ficció del canal NBC Herois, interpretant a Niki Sanders. La sèrie, que ha estat nominada en els premis Primetime Emmy Awards li ha permès guanyar molta més popularitat a tot el món. El seu personatge és una mare, que anteriorment havia estat ballarina de striptease a Las Vegas, que pot desenvolupar una força sobrenatural quan canvia de personalitat per la Jessica. A causa del seu treball a la sèrie, va estar nominada com a millor actriu secundària en els premis Saturn Awards. En la tercera temporada de la sèrie, Larter interpreta un nou personatge, Tracy Strauss.
L'any 2007, va poder compaginar la sèrie Herois amb el rodatge de la tercera pel·lícula basada en la saga de videojocs Resident Evil, Resident Evil: Extinció. Aquí va interpretar a Claire Redfield juntament amb la protagonista Milla Jovovich. Per a la promoció de la pel·lícula, Larter va anar a l'edició del 2007 del Comic Con International, convenció a la qual ja havia participat per promocionar la sèrie Herois. En una entrevista durant el llançament de Resident Evil: Extinció, Larter va expressar el seu interès a produir alguna pel·lícula en el futur, ja que tenia diverses idees i diferents projectes que volia realitzar en la seva carrera.
Durant la seva trajectòria també ha treballat en el cinema independent i fins i tot en una pel·lícula de Bollywood, Marigold amb Salman Khan. Actualment està preparant la participació en la pel·lícula When Angels Falls on interpretarà a Lustacia, un dels set dimonis que representen els pecats capitals, i també a Obsessed amb la companyia de Beyoncé i Idris Elba.
El 22 de setembre de 2009 es va anunciar que tornaria com Claire Redfield a Resident Evil: Ultratomba, la pel·lícula és dirigida per Paul WS Anderson. Resident Evil és una de les adaptacions al cinema més rendibles a Hollywood. El quart lliurament de la sèrie es troba ja en pre-producció després de la negociació amb diversos dels actors i protagonistes que componen el repartiment del film. L'ex-model i actriu Ali Larter i els actors Boris Kodjoe i Wentworth Miller seran els nous actors de la saga. Ali Larter és coneguda principalment per ser una de les protagonistes de la sèrie televisiva Herois i emesa per la NBC, Boris Kodjoe és un actor de relativa popularitat principalment conegut per la seva aparició en la sèrie dels 90 Soul Food; Wentworth Miller va ser el protagonista de la finalitzada i exitosa sèrie televisiva Prison Break.

## Filmografia
| Any             | Títol                                                                     | Paper                                | Dades                             |
| --------------- | ------------------------------------------------------------------------- | ------------------------------------ | --------------------------------- |
| 1997            | Suddenly Susan                                                            | Maddie                               | 1 episodi - The Ways and Means    |
| 1997            | Chicago Sons                                                              | Angela                               | 1 episodi - Beauty and the Butt   |
| 1998            | Chicago Hope                                                              | Samantha                             | 1 episodi - Memento Mori          |
| 1998            | Just Shoot Me!                                                            | Karey Burke                          | 1 episodi - College or Collagen   |
| 1998            | Dawson's Creek                                                            | Kristy Livingstone                   | 2 episodis - The Dance i The Kiss |
| 1999            | House on Haunted Hill (La mansió de les tenebres) (House on Haunted Hill) | Sara Wolfe                           |                                   |
| 1999            | Varsity Blues                                                             | Darcy Sears                          |                                   |
| 1999            | Drive Me Crazy                                                            | Dulcie                               |                                   |
| 1999            | Giving It Up                                                              | Amber                                |                                   |
| 2000            | Destino final (Final destination)                                         | Clear Rivers                         |                                   |
| 2001            | American Outlaws                                                          | Zerelda "Zee" Mimms                  |                                   |
| 2001            | Jay and Silent Bob Strike Back                                            | Chrissy                              |                                   |
| 2001            | Una rossa molt legal (Legally Blonde)                                     | Brooke Taylor Windham                |                                   |
| 2003            | Destino final 2 (Final destination 2)                                     | Clear Rivers                         |                                   |
| 2004            | Three Way                                                                 | Isobel Delano                        |                                   |
| 2005            | Confess                                                                   | Olivia Averill                       |                                   |
| 2005            | A Lot Like Love                                                           | Gina                                 |                                   |
| 2006-actualitat | Herois                                                                    | Niki / Jessica Sanders Tracy Strauss |                                   |
| 2006            | Crazy                                                                     | Evelyn Garland                       |                                   |
| 2007            | Marigold                                                                  | Marigold Lexton                      |                                   |
| 2007            | Resident Evil: Extinció                                                   | Claire Redfield                      |                                   |
| 2007            | Homo Erectus                                                              | Fardart                              |                                   |
| 2009            | Obsessed                                                                  | Lisa Sheridan                        |                                   |
| 2010            | Resident Evil: Ultratomba                                                 | Claire Redfield                      |                                   |